# 末広町 (岡崎市)
末広町（すえひろちょう）は、愛知県岡崎市の町名。町内には番地が設定されており小字、丁目は持たない。

## 地理
岡崎市の西部に位置する。

### 河川
- 早川

### 番地
| - 1 - 2 - 3 - 4 | - 5 - 6 - 7 - 8 | - 9 - 10 - 11 - 12 |

## 世帯数と人口
2019年（令和元年）5月1日現在の世帯数と人口は以下の通りである。
| 町丁   | 世帯数  | 人口    |
| ------ | ------- | ------- |
| 末広町 | 434世帯 | 1,030人 |

### 人口の変遷
国勢調査による人口の推移
| 1995年（平成7年）  | 706人   | [ 6 ]  |  |
| 2000年（平成12年） | 759人   | [ 7 ]  |  |
| 2005年（平成17年） | 938人   | [ 8 ]  |  |
| 2010年（平成22年） | 1,010人 | [ 9 ]  |  |
| 2015年（平成27年） | 983人   | [ 10 ] |  |

## 学区
市立小・中学校に通う場合、学区は以下の通りとなる。
| 番・番地等 | 小学校             | 中学校             | 高等学校普通科 |
| ---------- | ------------------ | ------------------ | -------------- |
| 全域       | 岡崎市立連尺小学校 | 岡崎市立城北中学校 | 三河学区       |

## 歴史
額田郡日名村および能見村の一部を前身とする。

### 沿革
- 1976年（昭和51年）3月25日 - 日名町・元能見町の各一部を分離し、末広町を設置[1]。

## 交通

### 鉄道
- 愛知環状鉄道・愛知環状鉄道線
  - 通過するのみである

### 道路
- 国道248号

## 施設
- 末広児童遊園
- AIG損害保険岡崎支店
- ソシエール末広
- ヤマハユニスタイル岡崎城北センター

## その他

### 日本郵便
- 郵便番号 : 444-0914[4]（集配局：岡崎郵便局[12]）。

## 参考資料
- 「角川日本地名大辞典」編纂委員会 編『角川日本地名大辞典 23 愛知県』角川書店、1989年3月8日。ISBN 4-04-001230-5。
- 有限会社平凡社地方資料センター 編『日本歴史地名大系第23巻 愛知県の地名』平凡社、1981年。ISBN 4-582-49023-9。